# Principe reggente

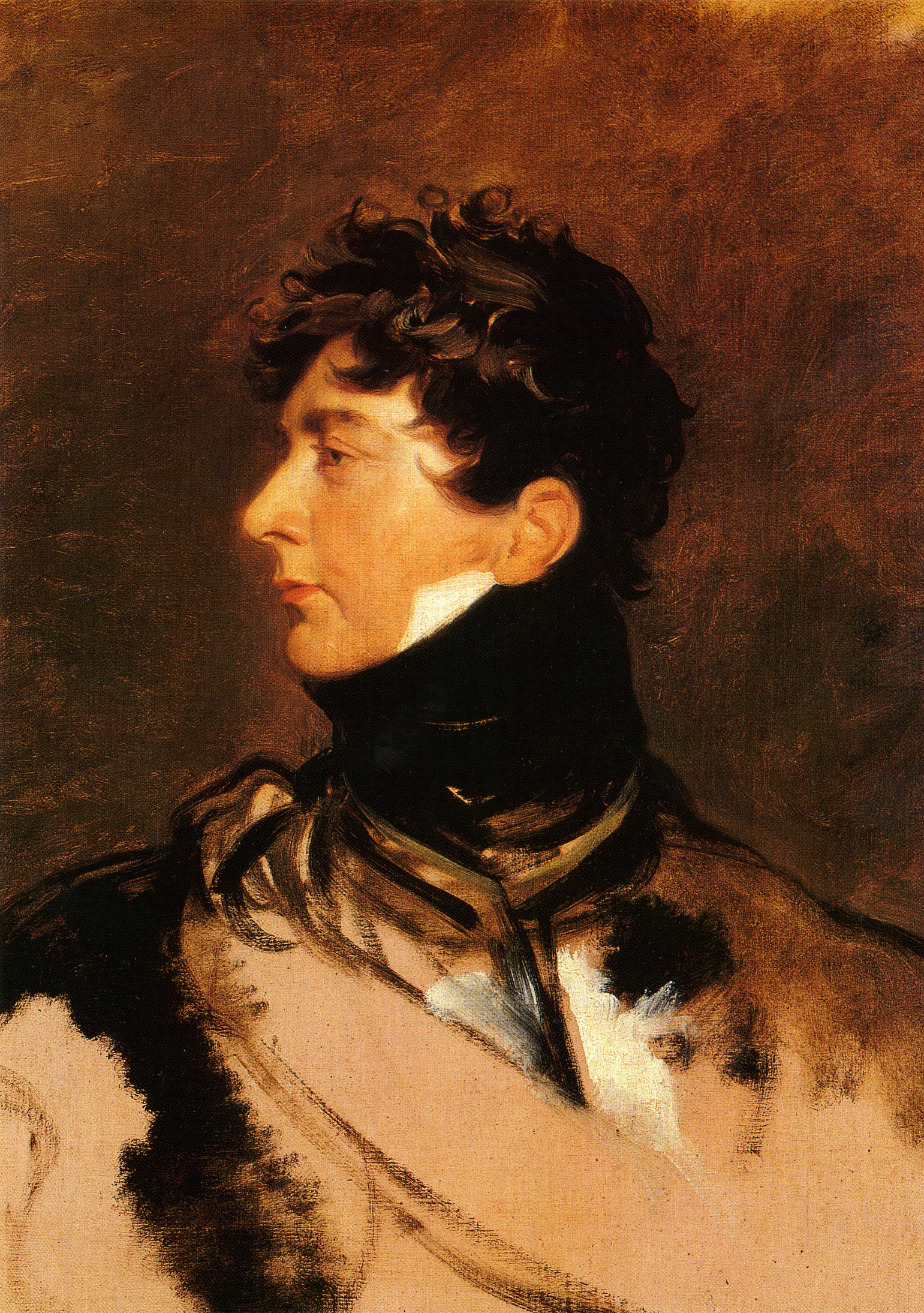
Giorgio IV del Regno Unito, che fu Principe reggente mentre suo padre era mentalmente instabile tra il 1811 ed il 1820

Un principe reggente è un principe che governa una monarchia da reggente invece del monarca, ad esempio a seguito della incapacità del Sovrano (minore età o malattia) o sua assenza (lontananza, come l'esilio o lungo viaggio, o semplicemente non in carica). 
Mentre il termine stesso può avere il significato generico e riferirsi a qualsiasi principe che ricopre il ruolo di reggente, storicamente è stato utilizzato principalmente per descrivere un piccolo numero di singoli principi che furono reggenti.

## Principe reggente nel Regno Unito
Nel linguaggio inglese il titolo Prince regent è più comunemente associato con Giorgio IV, che detenne il titolo di S.A.R. Il Principe reggente durante l'incapacità, a causa della malattia mentale di suo padre, Giorgio III. Regent's Park, Regent Street e Regent's Canal a Londra, e Regent Terrace a Edimburgo, sono chiamate in suo onore.
Questo periodo è noto come British Regency, o soltanto Regency.
Il titolo fu conferito dal Regency Act il 5 febbraio 1811. Fatte salve alcune limitazioni per un periodo, il principe reggente era in grado di esercitare i pieni poteri del re.
Nel 1788 ebbe luogo la cosiddetta Regency Crisis: nel corso dell'estate l'infermità mentale di re Giorgio III iniziò a manifestarsi in modo deciso e il parlamento britannico discusse la possibilità di nominare il Principe di Galles come Principe Reggente. Tuttavia, Giorgio III recuperò (per il momento) la salute mentale prima che suo figlio fosse nominato reggente.
Il Principe di Galles servì da reggente dal 1811 fino alla morte dal padre nel 1820, quando diventò re col nome di Giorgio IV.

## Principe reggente in Germania
In Germania, il titolo Prinzregent (letteralmente principe reggente) è più comunemente associato con il Principe Luitpold di Baviera, che funse da reggente per i suoi due nipoti, re Ludwig II di Baviera, che fu dichiarato mentalmente incapace nel 1886, e re Otto di Baviera (che era stato dichiarato pazzo nel 1875) dal 1886 fino al 1912.
Gli anni della reggenza di Luitpold furono segnati dall'enorme attività artistica e culturale in Baviera, dove sono conosciuti dopo le reggenze come il Prinzregentenjahre o il Prinzregentenzeit. Numerose strade nelle città bavaresi sono chiamate Prinzregentenstraße. Molte istituzioni furono chiamate in onore di Luitpold, ad esempio, il Prinzregententheater a Monaco. La Prinzregententorte è una torta multistrato con cioccolato e crema di burro così chiamata in onore di Luitpold.
Alla morte di Luitpold nel 1912, suo figlio il Principe Ludwig gli succedette come Principe reggente. Ludwig detenne il titolo per meno di un anno, in quanto la legislatura bavarese decise di riconoscerlo come re.

## Principe reggente in Belgio
- Il primo capo di Stato del Belgio dopo che si separò dalla monarchia olandese nel 1831 fu un reggente (ma non un principe per proprio diritto), il barone Erasme Louis Surlet de Chokier, prima che la nuova nazione, che aveva scelto di diventare una monarchia parlamentare, avesse il suo primo re che prestava giuramento alla costituzione.
- Principe Carlo del Belgio funse da Principe reggente del Belgio dal 1944 al 1950 durante la prigionia tedesca e poi l'esilio in Svizzera del fratello maggiore, Re Leopoldo III del Belgio.

## Principe reggente in Bulgaria

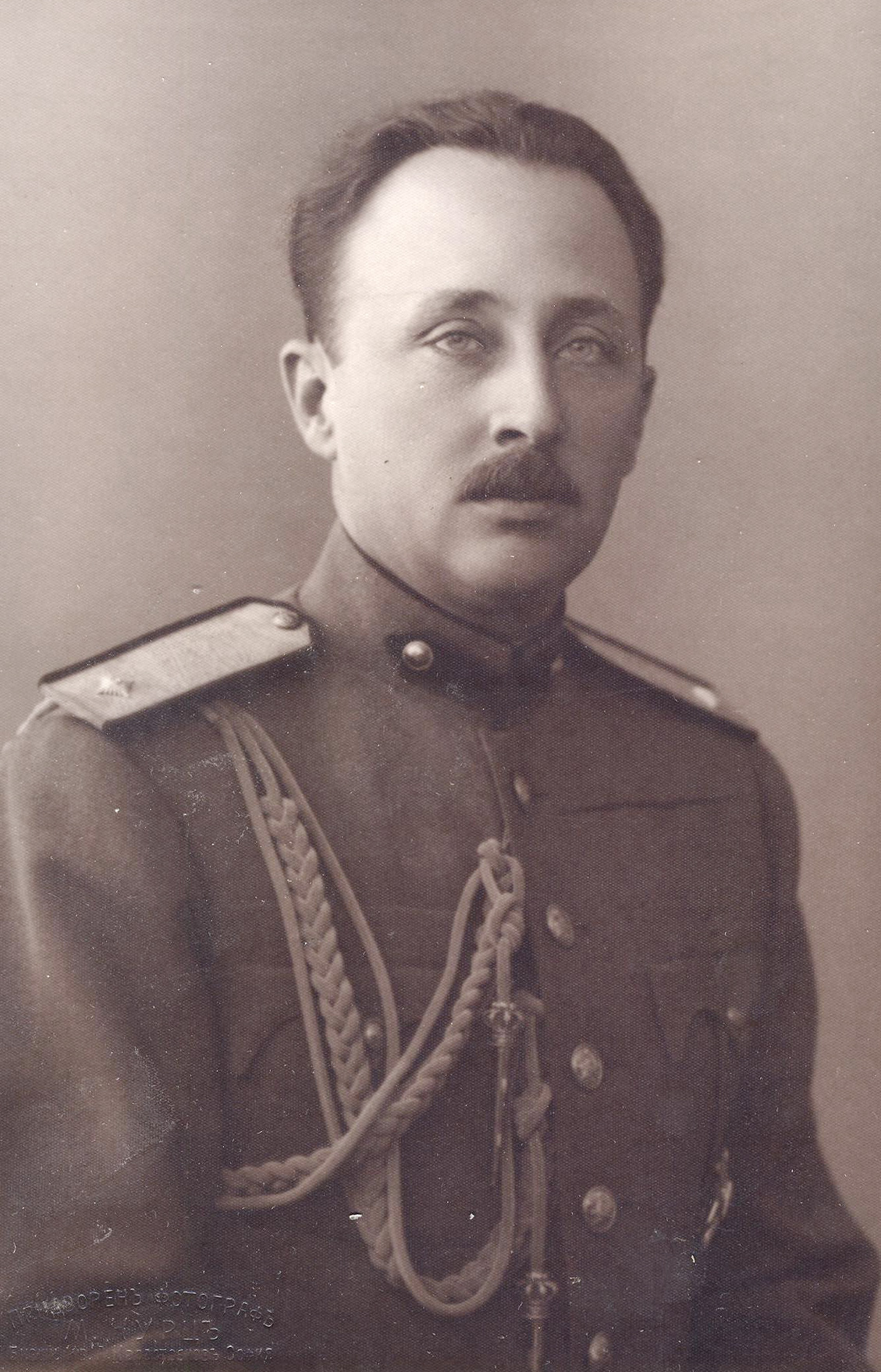
Il Principe Reggente Kyril, Principe di Preslav

Il Principe Kyril di Bulgaria fu nominato a capo di un consiglio di reggenza dal parlamento bulgaro a seguito della morte di suo fratello, lo Zar Boris III il 28 agosto 1943, per fungere da Capo di stato fino a che il figlio dell'ultimo, Simeone II di Bulgaria, diventasse diciottenne. Il 5 settembre 1944 l'Unione Sovietica dichiarò guerra al Regno di Bulgaria e le armate dell'esercito sovietico attraversarono il confine rumeno e occuparono il paese. Il 1 ° febbraio del 1945 il principe reggente Kyril, e gli altri due ex reggenti - il Professor Bogdan Filov ed il Generale Nikola Mihov, così come una serie di ex ministri, consiglieri reali e 67 parlamentari furono giustiziati.